# Magnicourt-en-Comte
Magnicourt-en-Comte é uma comuna francesa na região administrativa de Altos da França, no departamento de Pas-de-Calais. Estende-se por uma área de 9,86 km². Em 2010 a comuna tinha 651 habitantes (densidade: 66 hab./km²).